# Centro Social e Desportivo de Câmara de Lobos
O Centro Social e Desportivo de Câmara de Lobos é um clube de futebol português, localizado na cidade de Câmara de Lobos, na Região Autónoma da Madeira.

## História
O clube foi fundado em 1977 e o seu atual presidente é Higino Teles. Na época de 2010/11, a equipa de seniores disputa o campeonato nacional da 3ª divisão, série Madeira.

## Estádio
A equipa disputava os seus jogos caseiros no Estádio Municipal de Câmara de Lobos localizado na Ribeira dos Socorridos, com capacidade, na altura, de 1 250 espectadores.
Em 10 de Maio de 2009 foi inaugurado o novo Estádio de Câmara de Lobos com capacidade de 2 500 espectadores situado no Carmo em Câmara de Lobos. O recinto de jogo é de relva sintética circundado por uma pista de atletismo. É no Estádio de Câmara de Lobos que o Centro Social e Desportivo de Câmara de Lobos tem a sua atual sede e a sua total logística.

## Marca do equipamento e patrocínio
A equipa utiliza equipamento da marca Desportreino e tem o patrocínio de Lubripiso

## Futebol

### Histórico (inclui 07/08)
|                   | Nº Presenças       | Títulos |
| ----------------- | ------------------ | ------- |
| Temporadas na 1ª  | 0                  |         |
| Temporadas na 2ª  | 0                  |         |
| Temporadas na 2ªB | 6 (por confirmar)  |         |
| Temporadas na 3ª  | 13 (por confirmar) |         |
| Taça de Portugal  | ??                 |         |
| Taça da Liga      | 0                  |         |